# Melancthon
Melancthon är en kommun (township) i Kanada.   Den ligger i provinsen Ontario, i den sydöstra delen av landet, 400 km väster om huvudstaden Ottawa. Melancthon ligger 508 meter över havet och antalet invånare är 2 839.